# 3・6街

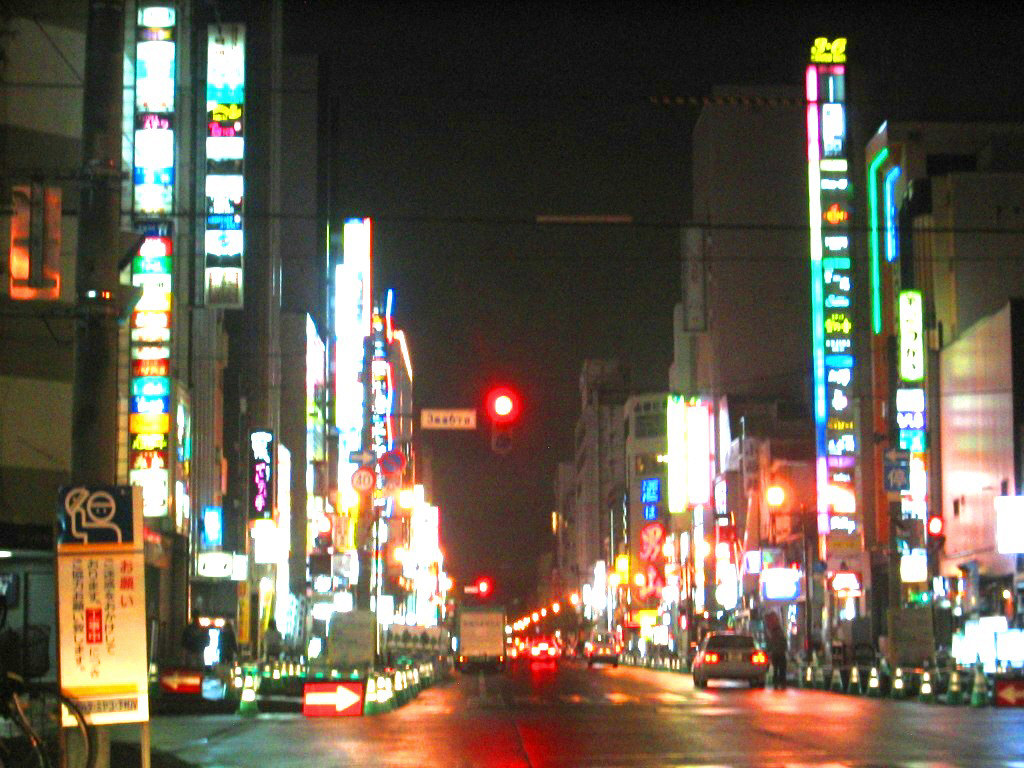
3・6街

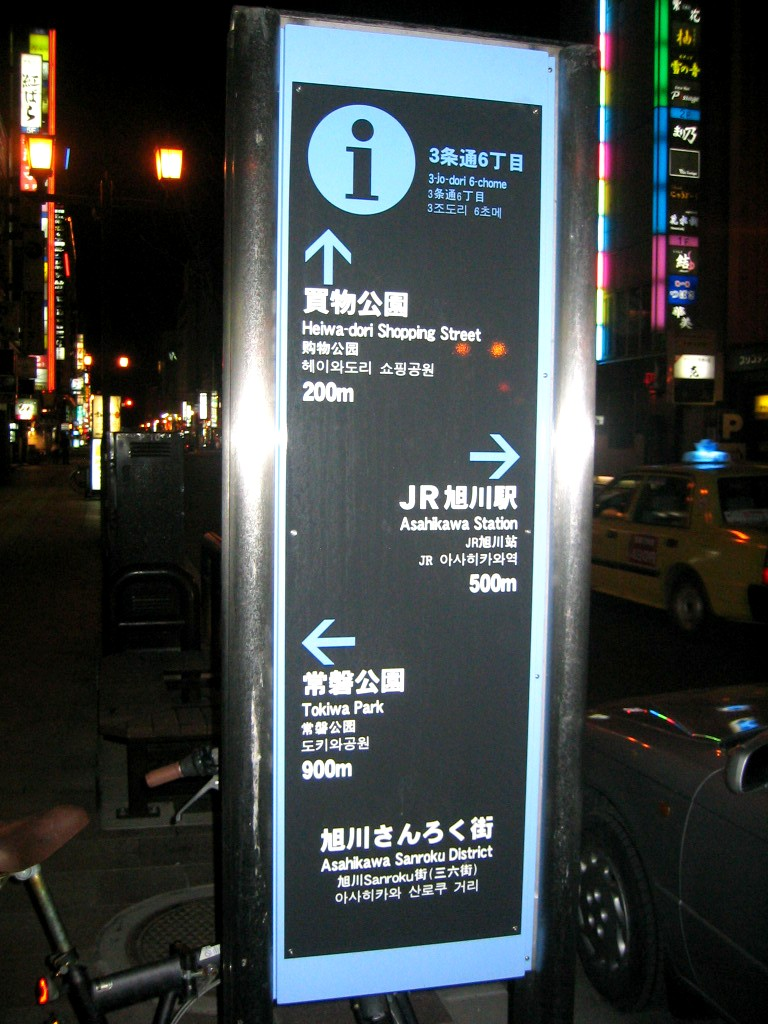
歩行者用標識

3・6街（さんろくがい）は北海道旭川市にある歓楽街。
「三・六」「三・六街」「さんろく街」「サンロク」「サンロク街」とも表記されるほか、単に「さんろく」とも呼ばれることも多い。800店を超える飲食店が一帯にひしめき、華やかなネオン街を構成している。

## 概要

### 名前の由来
「3・6街」はあくまでも通称名であり、正式な住所を表すものではない。名前の由来としては、旭川市3条通6丁目を中心とする一帯に歓楽街があることから、自然発生的に「3・6街」と呼ばれるようになったというのが最も有力とされている（旭川が「大雪山の山麓にある」ことから「さんろく街」と名づけられたという説もある）。実際には2条通～5条通の5丁目 - 8丁目の広い範囲に飲食店が広がっている。なお、「3・6街」では3条通6丁目以外の飲食店に疎外感があることから、平仮名で「さんろく街」と表記されることがある。

### ツインピラー
3・6街を南北に貫く昭和通りの中央分離帯には、「ツインピラー」という2本のイルミネーションタワーが建っている。ピラーは3・6街名物「カクテル」に因んでカクテルグラスの形状を模しており、「人と人とが出会う場所」「男と女が出会う場所」という意味合いを込めて2本のタワーが立てられたものである。オレンジ色と青緑色に輝く2本のピラーは、3・6街のランドマークとなっている。

### 街路名
昭和通と3条通との交差点が3・6街の中心で、人通りが最も多い。なお、昭和通・3条通だけでなく、2本の仲通にも飲食店が数多く存在する。
- 昭和通 - 3・6街を南北に貫く片側2車線の広い道路（道路幅：27m）。ツインピラーが目印。
- 3条通 - 3・6街を東西に貫く一方通行の道路（道路幅：20m）
- 2・3仲通 - 2条通と3条通との間にある一方通行の細い道路（道路幅：11m）
- 3・4仲通 - 3条通と4条通との間にある一方通行の細い道路（道路幅：11m）

## イベント
さんろく感謝の日
毎年3月6日を「さんろく感謝の日」として、イベント参加店舗において「何千円ポッキリ特別飲み放題」という企画が行われている。
大雪さんろくまつり
毎年8月上旬に行われる旭川夏祭りと連携して開催される3・6街最大のイベント。歩行者天国となった路上に多数の露店が建ち並ぶ。また、旭川ラーメンフェスティバルもこの祭りと連携して開催されている。
さんろくラリー
3・6街界隈及びその周辺を会場に、90分間で5店をまわり、お店の新規開拓や出会いを楽しむイベントが開催されている（かつては「ドリンクラリー」と言われていた）。

## 名物
- 3つの海（日本海・太平洋・オホーツク海）から集まる海産物、ジンギスカン鍋、旭川ラーメン
- 曲がった電柱群（全国唯一）
- 5・7小路ふらりーと
- 旭川 Harete
- メンズバー

## アクセス
JR旭川駅から徒歩7分ほど。中心部にあるホテルからも近い。また平和通買物公園とも隣接している。

## ギャラリー

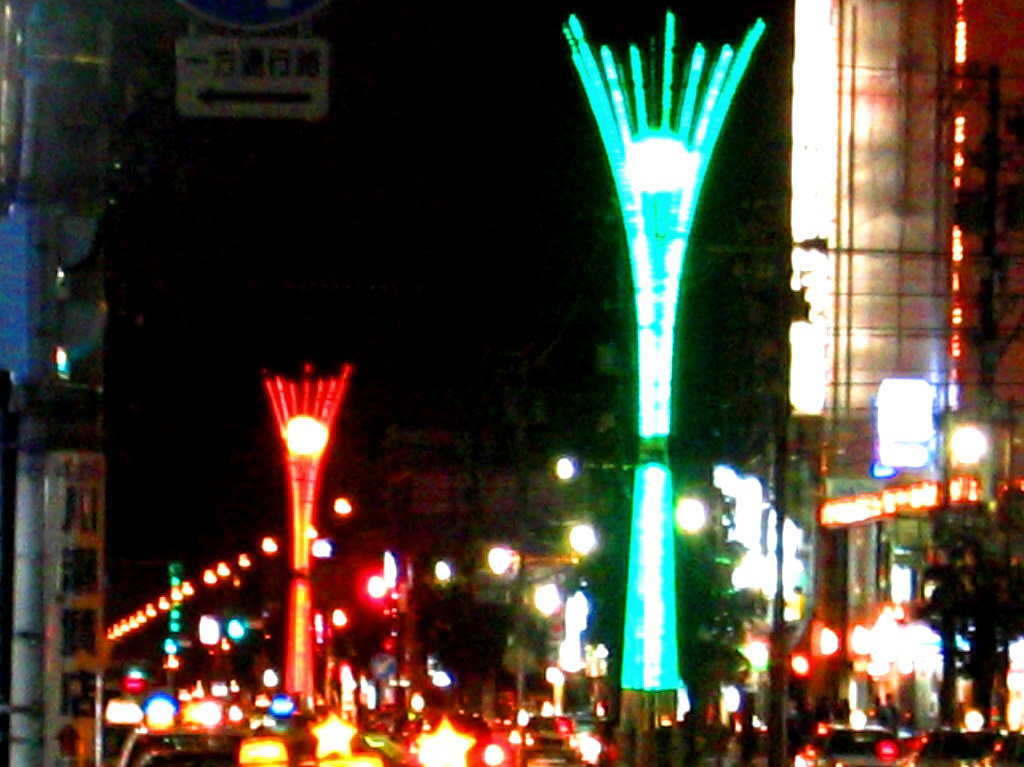
昭和通（2条側）から見たツインピラー
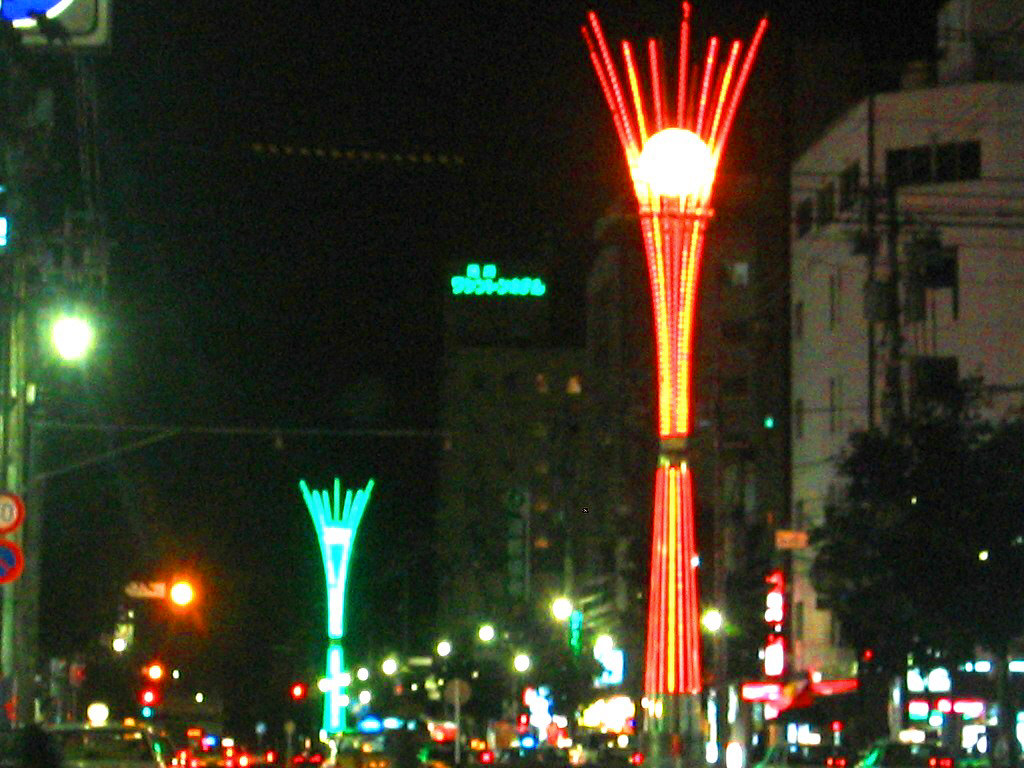
昭和通（4条側）から見たツインピラー
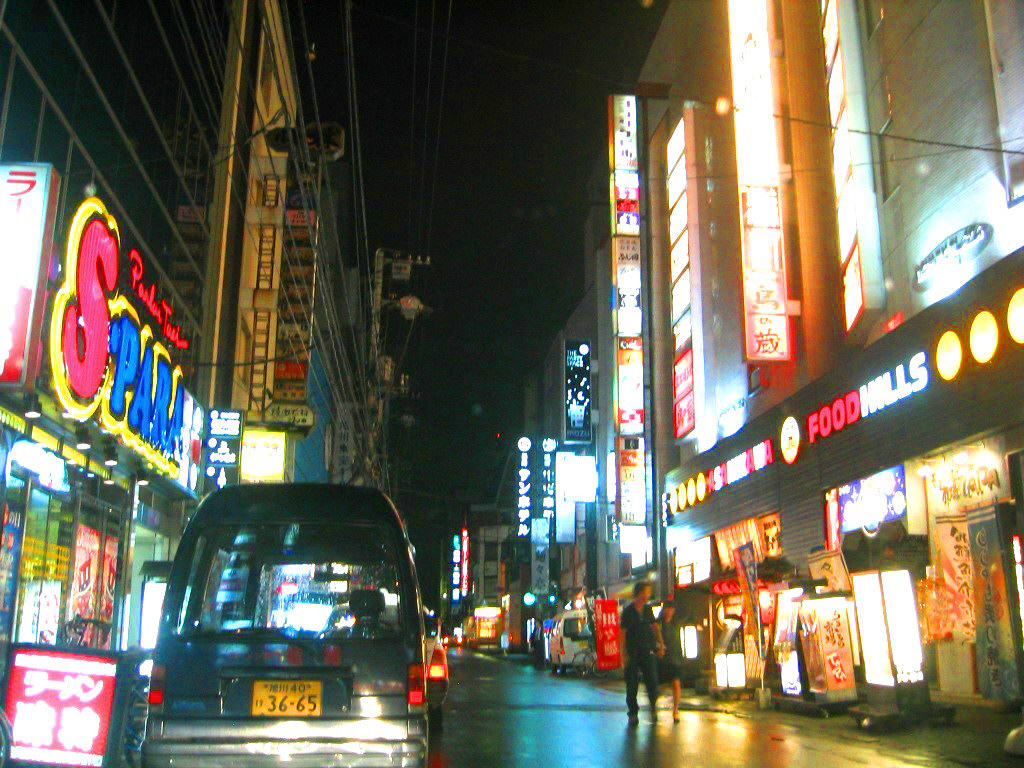
2・3仲通
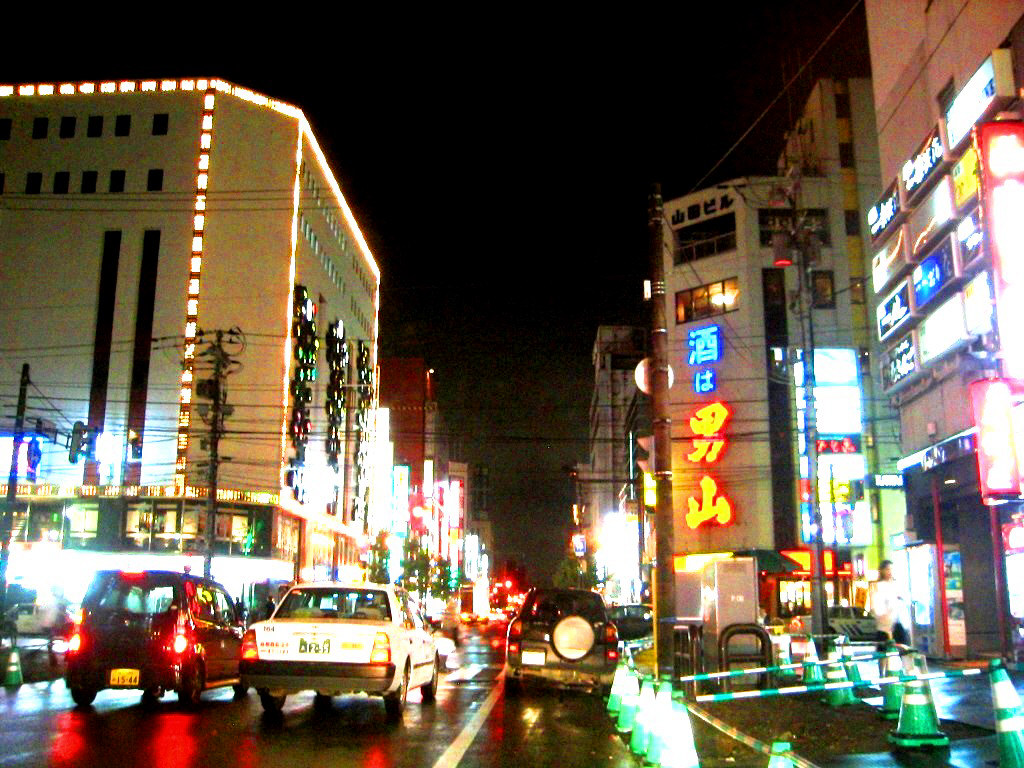
3条通
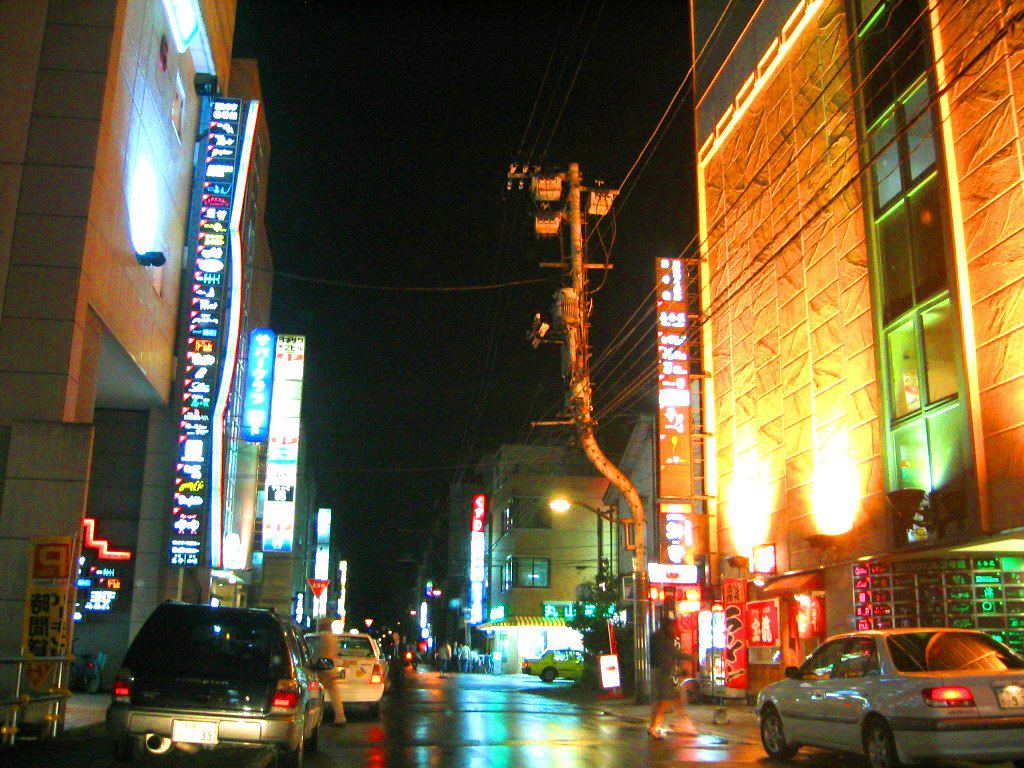
3・4仲通